# Sara Lučić
Sara Lučić (* 12. April 2000) ist eine bosnische Leichtathletin, die sich auf den Hochsprung spezialisiert hat.

## Sportliche Laufbahn
Erste internationale Erfahrungen sammelte Sara Lučić im Jahr 2015, als sie bei den Jugend-Balkan-Meisterschaften in Sremska Mitrovica mit übersprungenen 1,64 m den neunten Platz belegte. Im Jahr darauf belegte sie bei den Balkan-Meisterschaften in Pitești mit 1,74 m den sechsten Platz und gewann anschließend bei den U18-Balkan-Meisterschaften in Kruševac mit 1,71 m die Silbermedaille, ehe sie bei den erstmals ausgetragenen Jugendeuropameisterschaften in Tiflis mit derselben Höhe den Finaleinzug verpasste. 2017 belegte sie bei den U20-Balkan-Hallenmeisterschaften in Istanbul mit 1,72 m den vierten Platz und wurde anschließend bei den Balkan-Hallenmeisterschaften in Belgrad mit 1,74 m Sechste. Im Juli siegte sie mit 1,75 m bei den U18-Balkan-Meisterschaften in Kruševac und belegte dann bei den U18-Weltmeisterschaften in Nairobi mit 1,75 m den sechsten Platz. Zudem schied sie bei den U20-Europameisterschaften in Grosseto mit 1,77 m in der Qualifikationsrunde aus. Im Jahr darauf gewann sie bei den U20-Balkan-Hallenmeisterschaften in Sofia mit 1,76 m die Bronzemedaille und belegte dann im Juni mit 1,71 m den sechsten Platz bei den U23-Mittelmeer-Meisterschaften in Jesolo. Daraufhin gewann sie bei den U20-Balkan-Meisterschaften in Istanbul mit 1,75 m die Bronzemedaille und verpasste dann bei den U20-Weltmeisterschaften in Tampere mit 1,77 m den Finaleinzug. Bei den Balkan-Meisterschaften in Stara Sagora wurde sie mit 1,75 m Zehnte. 2019 gewann sie bei den U20-Balkan-Hallenmeisterschaften in Istanbul mit 1,75 m die Silbermedaille und im Juli schied sie bei den U20-Europameisterschaften in Borås mit 1,78 m in der Qualifikationsrunde aus.
2021 erreichte sie bei den Balkan-Meisterschaften in Smederevo mit 1,78 m Rang elf und anschließend schied sie bei den U23-Europameisterschaften in Tallinn mit 1,73 m in der Qualifikationsrunde aus. Im Jahr darauf wurde sie bei den Balkan-Hallenmeisterschaften in Istanbul mit 1,75 m Zehnte und gelangte auch bei den Freiluft-Meisterschaften in Craiova mit 1,80 m auf Rang zehn. Daraufhin belegte sie bei den U23-Mittelmeer-Meisterschaften in Jesolo mit 1,75 m den vierten Platz. 2023 wurde sie bei der 3. Liga der Team-Europameisterschaft im Rahmen der Europaspiele in Chorzów mit 1,78 m Zweite, ehe sie bei den Balkan-Meisterschaften in Kraljevo mit 1,79 m den siebten Platz belegte.
In den Jahren 2017 und 2019 sowie 2021 und 2022 wurde Lučić bosnisch-herzegowinische Meisterin im Hochsprung im Freien sowie 2021 und 2022 in der Halle. Zudem wurde sie 2022 auch Hallenmeisterin im Dreisprung.

## Persönliche Bestleistungen
- Hochsprung: 1,83 m, 1. Mai 2018 in Bar
- Dreisprung: 10,57 m, 5. Februar 2022 in Sarajevo